# Луи Алтюсер
Луи́ Пие́р Алтюсе́р (на френски: Louis Pierre Althusser; 16 октомври 1918 – 22 октомври 1990) е френски философ марксист.

## Биография
Родом е от Френски Алжир – бившия град Бирмандреис (после: Бир Мурад Раис), по-късно присъединен към столичния град Алжир. Учи в Екол Нормал Сюпериор в Париж, където по-късно става професор по философия.
Алтюсер е през целия си живот член, а понякога и силен критик, на Френската комунистическа партия. Неговите аргументи и тезиси са положени срещу заплахите, които той вижда като атакуващи теоретичните основи на марксизма. Това включва както на влиянието на емпиризма върху марксистката теория, и хуманистичните и реформистки социалистически ориентации, които се проявяват като девиации в Европейските комунистически партии, както и на проблема с „култа към личността“ и този на идеологията сама по себе си.
Алтюсер обикновено се посочва като структурален марксист, въпреки че отношенията му с другите школи на френския структурализъм не са на опростена принадлежност, той е критичен към много аспекти на структурализма.
Последните години на Алтюсер са белязани от силно падение, след като удушава и убива съпругата си, за което пледира за понижено чувство за отговорност (временна невменяемост) и е хоспитализиран в психиатрия за известно време.